# Hafen Akrotiri
Der Hafen Akrotiri (griechisch Λιμάνι Ακτορίνης) ist ein Schutzhafen auf der Halbinsel Akrotiri auf Zypern.

## Geographie
Die Hafenanlage liegt knapp fünf Kilometer östlich von Akrotiri im Britischen Überseegebiet Akrotiri und Dekelia in der Akrotiri-Bucht am Mittelmeer. Fünf Kilometer nördlich befindet sich der Limassol Salt Lake und acht Kilometer nördlich der Hafen von Limassol. Ein zweites Hafenbecken für die Fischerei gibt es zwei Kilometer südwestlich von Akrotiri in der Episkopi-Bucht. ⊙

## Geschichte
Der Hafen entstand in den 1960er Jahren als Anlegestelle für Zoll- und Patrouillenboote. Nach der militärischen Invasion Zyperns durch die Türkei 1974, der Operation Atilla, gewann er zusehends an militärischer Bedeutung und wurde zügig ausgebaut. In den späten 1970er Jahren wurde dem Hafen ein 235 m langer Wellenbrecher vorgelagert, sodass in dem Hafenbecken normalerweise nur mit geringem Wellengang und Tidenhub gerechnet werden muss. Die Anlegestellen wurden mit weiteren Kaimauern befestigt und hinzu kamen in den 1980er Jahren eine Flutlichtanlage, Munitionslager, eine 15 m breite Slipanlage sowie zwei Helipads.
Die bereits 1977 gebaute RoRo-Rampe wurde in den 1990er Jahren seeseitig nochmals erweitert und ab 2003 mit dem Eintritt Großbritanniens in den Irakkrieg zu einem wichtigen Standort der Royal Navy.
Seit 2008/10 hat die Präsenz der Royal Navy deutlich nachgelassen und einige der militärische Anlagen wurden zurückgebaut. Sporadisch findet seither die Freizeitschifffahrt dort Aufnahme an fünf Wasserliegeplätzen.

## Beschreibung und Infrastruktur
Die Hafenanlagen umfassen etwa 5 Hektar Gesamtfläche, wovon ein Hektar auf die Wasserfläche entfällt. Kai 1 hat eine Länge von 25 m und dient für Kleinfahrzeuge. Kai 2 besitzt eine RoRo-Rampe von 20 m Breite und kann Schiffe bis zu 50 m Länge aufnehmen. Zusätzlich bestehen im Hafenbecken 120 m geböschtes Ufer am Wellenbrecher. Größere Schiffe machen an der außenliegenden Mole fest, für die es eine weitere RoRo-Rampe mit 10 m Breite gibt. 
Es bestehen im Hafenbereich bedarfsgerecht gut ausgestattete Sanitär-, Ver- und Entsorgungseinrichtungen sowie Freilager- und knapp 1000 m² Hallenlagerflächen. Ein regelmäßiger Güterumschlag findet nicht statt. Öffentlich zugängliche Freizeitangebote, Einkaufsmöglichkeiten oder gastronomische Angebote fehlen ebenso wie ein ÖPNV-Anschluss.
Der westlich an der Halbinsel gelegene Fischereihafen Aktorinis nimmt eine Fläche von 0,5 ha ein, wovon etwa 1000 m² auf das Hafenbecken entfallen. Der dort L-förmig angelegte Wellenbrecher hat eine Länge von 110 m. Die Kailängen betragen 20 + 10 + 5 m und es gibt ein 20 m² großes Wirtschaftsgebäude.
Für eine touristische Nutzung sind beide Häfen ungeeignet und die Red Arrows benutzen das Gebiet für ihre Übungsflüge.

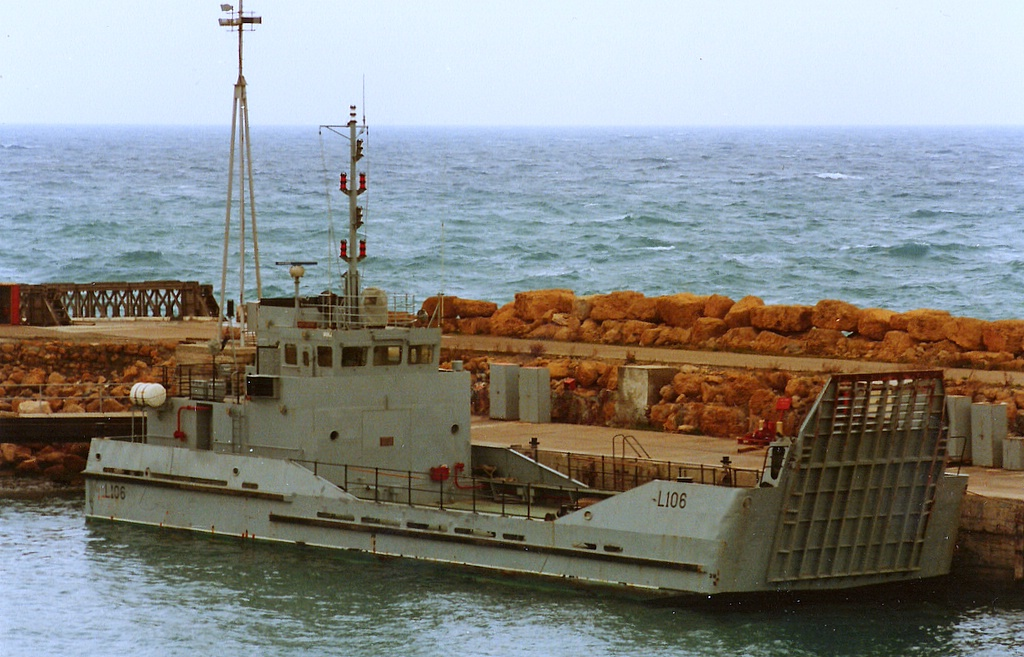
Kai 2 (2006)
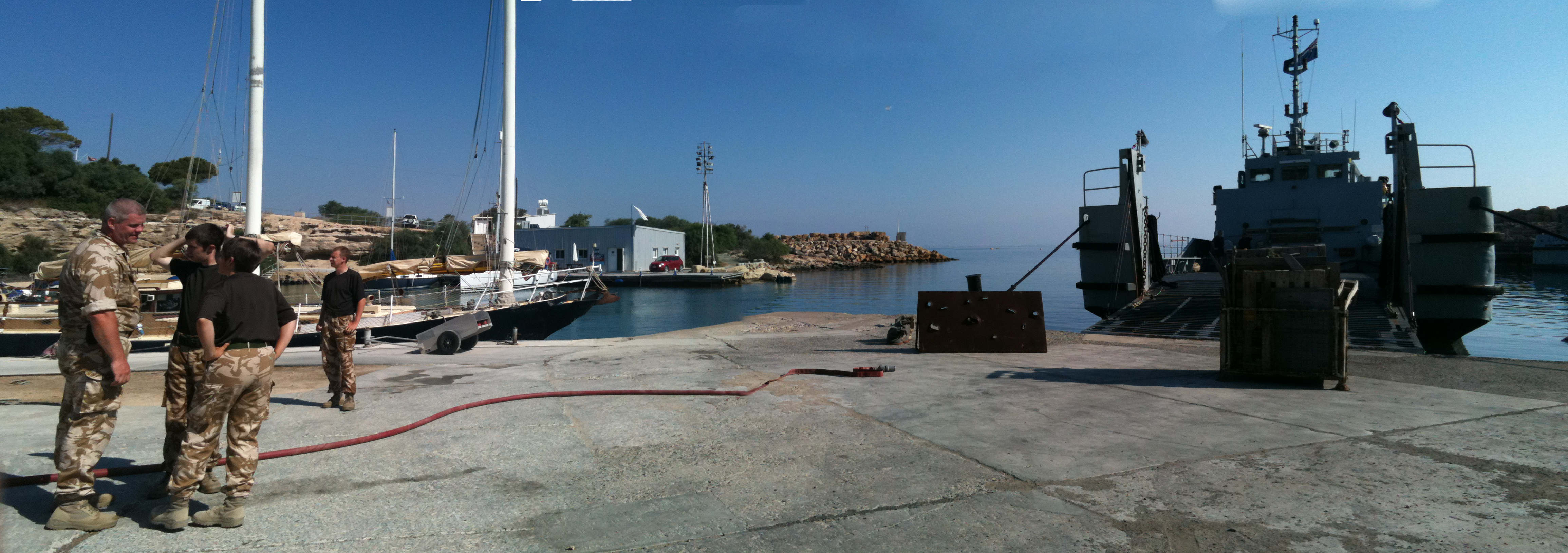
Rundblick von Kai 2 nach Norden (2010)
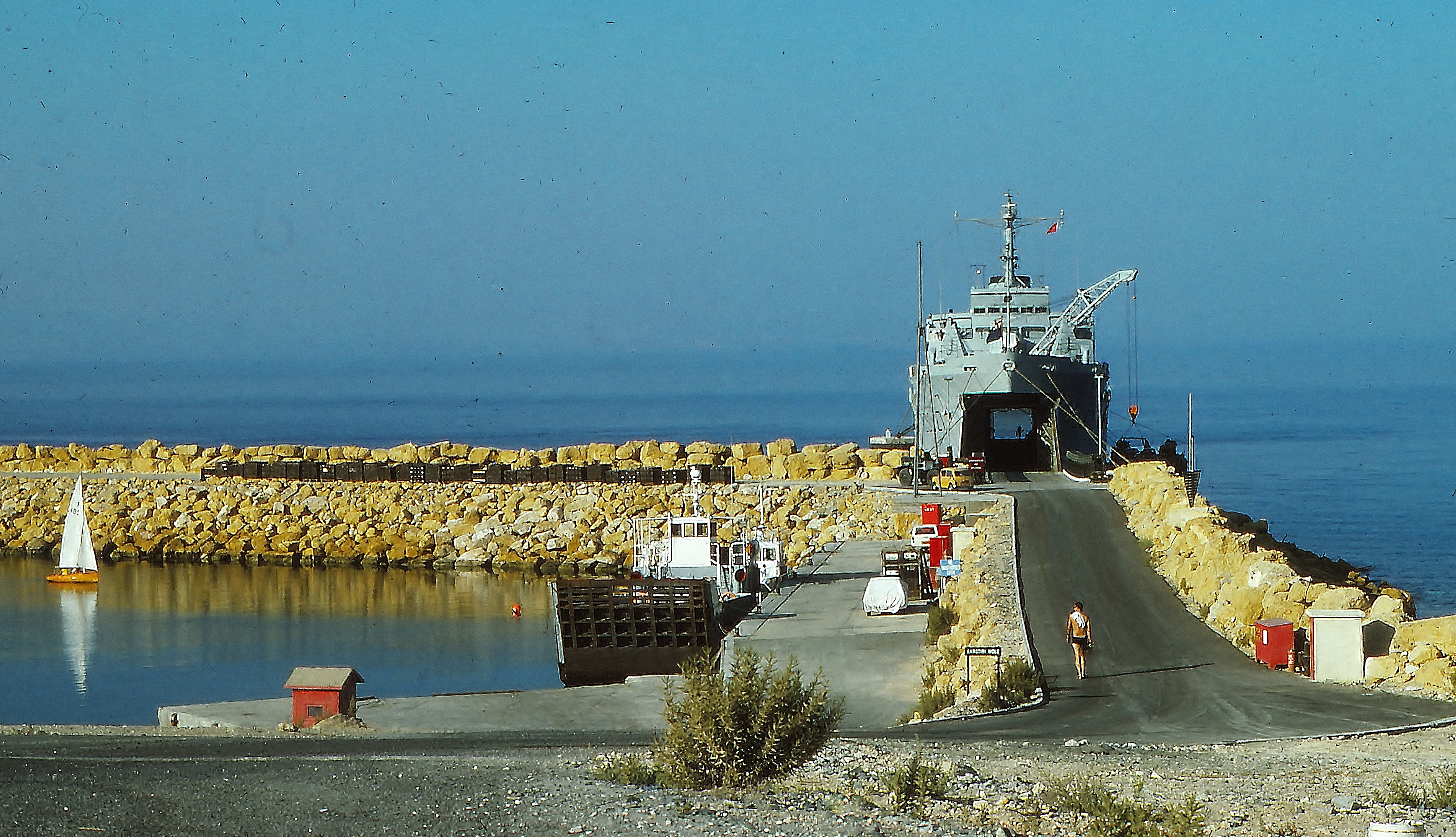
RoRo-Rampe an der Mole (1977)
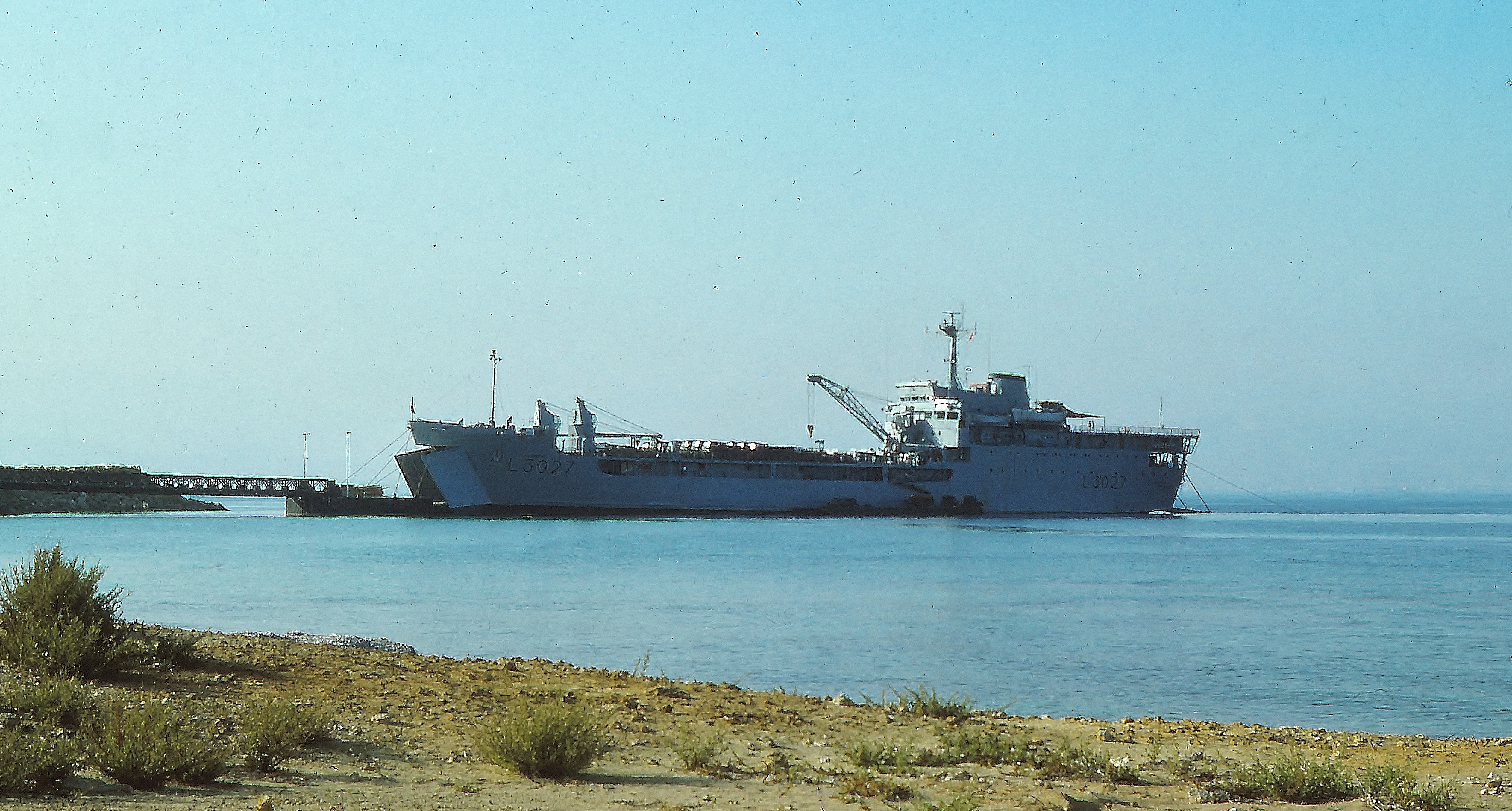
RFA Sir Geraint (L3027) Akrotiri Mole (1977)